# (5883) 1993 VM5
(5883) 1993 VM5 là một tiểu hành tinh vành đai chính. Nó được phát hiện bởi Robert H. McNaught ở Đài thiên văn Siding Spring ở Canberra, Australia, ngày 6 tháng 11 năm 1993.